# Orrnäsön
Orrnäsön är en ö i  Bodums socken i nordvästra Ångermanland. Ön är 2624 hektar stor och därmed Ångermanlands tredje och Sveriges trettiosjätte största ö.
Orrnäsön begränsas av (räknat från sydspetsen i moturs ordning) Bölessjön, Lesjön, Flybäcken, Storflyn, Hotingsån, Bodumsjön och Orrnäsån. På öns östra sida, mellan Lesjön och Bölesjön, ligger Borgforsens kraftstation.
Fyrtiotvå personer bor på ön. Strax söder om Orrnäsön ligger tätorten Rossön. Orrnäsön korsas i nord-sydlig riktning av Länsväg 346 och Järnvägslinjen Forsmo–Hoting.